# Mikołaj Radziwiłł
Mikołaj Radziwiłł, detto "il Rosso" (Mikołaj VI Radziwiłł; Njasviž, 1512 – Dubingiai, 27 aprile 1584), in polacco Rudy, in lituano Radvila Rudasis, fu un importante szlachcic del Granducato di Lituania prima e della Confederazione Polacco-Lituana poi. Conte palatino di Vilnius, Gran cancelliere e Grand Hetman di Lituania, ottenne anche il rango di Reichsfürst nel Sacro Romano Impero Germanico per sé e la sua famiglia.

## Biografia
Era il figlio di un potente magnate appartenente alla famiglia Radziwiłł, castellano, voivoda e hetman del Granducato di Lituania, Jerzy Radzwiłł, e di sua moglie, Barbara Koła, figlia del Voivoda di Podolia, Paweł Kola. Era il fratello di Barbara Radziwiłł, in seguito moglie del re polacco Sigismondo Augusto.
Mikołaj ricevette un'istruzione privata non ottimale. La sua prima lingua era il polacco, che usava quotidianamente. Conosceva anche il ruteno, la lingua ufficiale del Granducato di Lituania. Lesse e scrisse sia in polacco che in ruteno, sebbene le sue lettere siano scritte con una grafia illeggibile e trascurata. Non conosceva il latino, o lo conosceva a livello del tutto rudimentale. L'istruzione fu integrata dal servizio presso la corte reale di Cracovia. Lo stesso Radziwiłł non dava molto valore all'istruzione universitaria e non mandò i suoi figli all'università, limitando la loro formazione all'istruzione domestica.

## Carriera
Nel 1547 ricevette il titolo di principe di Birji e Dubinki dall'imperatore Carlo V, confermato nel 1549 dal re Sigismondo II Augusto. Completò la sua istruzione all'estero.
Insieme al cugino, Mikołaj "il Nero", Mikołaj "il Rosso" creò una forte compagine all'interno della nobiltà lituana, permettendo al clan di mantenere una posizione di preminenza con la creazione di un vero e proprio potere dinastico (cosa questa molto evidente, per esempio, nel susseguirsi di membri della famiglia quali Grand Hetman di Lituania).
Era un eccezionale comandante militare. Dal 1561 combatté durante la Prima guerra del nord. Durante la guerra, nel 1562 assediò e bruciò Wieś. Il 26 gennaio 1564, insieme al capitano lituano Grzegorz Chodkiewicz, ottenne una grande vittoria sui russi nella Battaglia di Ula.
Mikołaj Radziwiłł si oppose apertamente all'Unione di Lublino (1569) e rifiutò di sottoscrivere l'atto, ritenendolo lesivo degli interessi lituani a tutto vantaggio del Regno di Polonia. Nonostante ciò, in qualità di Grand Hetman, Mikołaj "il Rosso" difese i confini orientali della Confederazione durante il conflitto tra il Granducato di Moscovia ed il re Stefano I Báthory.  Nel 1578 sconfisse i russi nella battaglia di Wenden.
Dopo la morte di Sigismondo II Augusto, nel 1572 fu il vero sovrano della Lituania. Nel 1573, confermò l'elezione di Enrico III di Francia a re di Polonia. Dopo la fuga di Enrico III, sostenne la candidatura dell'arciduca Ernesto d'Asburgo contro il principe della Transilvania, Stefan Batory. Nel 1575, durante le elezioni libere, votò per l'imperatore Massimiliano II.

## Matrimonio
Mikołaj Radziwiłł sposò il 7 maggio 1542 Katarzyna Tomicka (1517-1551), figlia di Jan Tomicki e di Barbara Potulicka. Ebbero tre figli:
- Mikołaj VII Radziwiłł (1546-1589)
- Krzysztof Mikołaj "il Fulmine" Radziwiłł (1547-1603)
- Barbara (morta durante l'infanzia)

Mikołaj "il Rosso" Radziwiłł, come il cugino Mikołaj "il Nero", fu uno dei più importanti fautori della Riforma Protestante nella Confederazione Polacco-Lituana. I suoi discendenti furono assidui sostenitori della Chiesa Riformata Polacca.